# Dorsale di Kula-Farallon
La dorsale di Kula-Farallon era una dorsale oceanica posta tra la placca di Kula e la placca Farallon, nell'Oceano Pacifico, durante il periodo Giurassico. Una piccola parte della dorsale era ancora presente 43 milioni di anni fa al largo delle coste della Cascadia mentre il resto era già subdutto al di sotto dell'Alaska.
Nei suoi primi stadi di formazione la dorsale di Kula-Farallon ha prodotto pezzi della crosta oceanica che ora si trova al largo delle coste della California. Quando la dorsale si trovava al livello degli attuali stati americani dell'Oregon e di Washington, ci fu serie di effusioni basaltiche una parte delle quali è andata a formare la Penisola Olimpica a sud dell'Isola di Vancouver.